# Гетерогенный катализ

Гидрирование этилена на каталитической твёрдой поверхности (1) Адсорбция (2) Реакция (3) Десорбция

Гетерогенный катализ — это катализ, в котором фаза катализатора и фаза реагентов или продуктов являются раздельными. Этим процесс отличается от гомогенного катализа, в котором продукты и катализатор находятся в одной фазе.
Реагирующая фаза может быть не только твёрдой, жидкой или газообразной, но и быть не смешивающейся смесью (например, нефть и вода) или любой другой, если создаёт границу раздела фаз.
Гетерогенный катализ обычно включает твердофазные катализаторы и газообразные реагенты. В этом случае на поверхности катализатора происходит цикл молекулярной адсорбции, реакции и десорбции. Термодинамика, массообмен и теплоперенос влияют на скорость (кинетику) реакции.
Гетерогенный катализ играет важную роль в промышленности, потому что он обеспечивает более быстрое крупномасштабное производство и избирательное образование продукта. Примерно 35% мирового ВВП зависит от катализа. Производство 90% химикатов (по объёму) обеспечивается твёрдыми катализаторами. Химическая и энергетическая промышленность в значительной степени полагаются на гетерогенный катализ.
Например, в процессе Габера-Боша катализаторы на основе металлов используются для синтеза аммиака, важного компонента удобрений; в 2016 году было произведено 144 млн тонн аммиака.

## Адсорбция
Адсорбция является важным этапом гетерогенного катализа. Адсорбция – это процесс, посредством которого молекула газовой (или растворённой) фазы (адсорбат) связывается с твёрдыми (или жидкими) поверхностными атомами (адсорбент). Обратной стороной адсорбции является десорбция, когда адсорбат отщепляется от адсорбента. В реакции, протекающей при гетерогенном катализе, катализатором является адсорбент, а реагентами — адсорбат.

### Типы адсорбции
Различают два типа адсорбции: физисорбция, слабосвязанная адсорбция, и хемосорбция, сильносвязанная адсорбция. Многие процессы в гетерогенном катализе лежат между двумя крайностями.
Модель Леннарда-Джонса обеспечивает основу для предсказания молекулярных взаимодействий в зависимости от расстояния между атомами.

#### Физисорбция
При физической сорбции молекула притягивается к поверхностным атомам за счёт сил Ван-дер-Ваальса. К ним относятся диполь-дипольные взаимодействия, индуцированные дипольные взаимодействия и лондоновские дисперсионные силы. Между адсорбатом и адсорбентом не образуются химические связи, и их электронные состояния остаются относительно невозмущёнными. Типичные энергии для физической сорбции составляют от 3 до 10 ккал/моль.
В гетерогенном катализе, когда молекула реагента физически сорбируется на катализаторе, обычно говорят, что она находится в состоянии предшественника, промежуточном энергетическом состоянии перед хемосорбцией, более прочно связанной адсорбцией. Из исходного состояния молекула может подвергаться хемосорбции, десорбции или миграции по поверхности. Природа исходного состояния может влиять на кинетику реакции.

#### Хемосорбция
Когда молекула приближается достаточно близко к поверхностным атомам катализатора, так что их электронные облака перекрываются, может происходить хемосорбция.
При хемосорбции адсорбат и адсорбент имеют общие электроны, что означает образование химических связей. Типичные энергии для хемосорбции находятся в диапазоне от 20 до 100 ккал/моль. Два случая хемосорбции:
- Молекулярная адсорбция: адсорбат остаётся нетронутым. Примером является связывание алкена платиной.
- Адсорбция диссоциации: одна или несколько связей разрываются одновременно с адсорбцией. В этом случае барьер диссоциации влияет на скорость адсорбции. Примером этого является связывание H2 с металлическим катализатором, где связь H-H разрывается при адсорбции.

## Реакции на поверхности

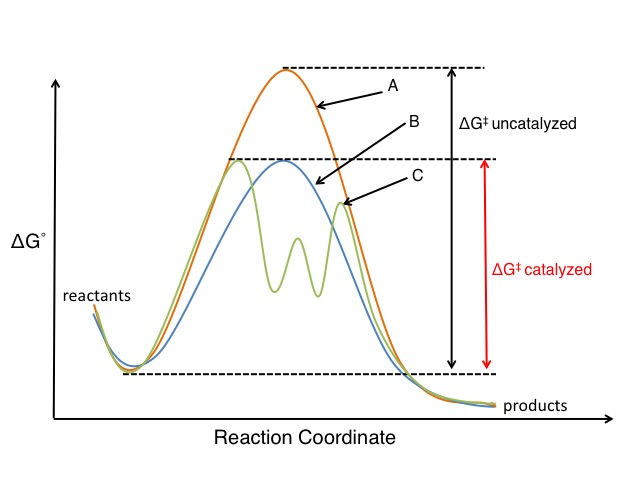
Координата реакции. (A) Некатализируемый (B) Катализируемый (C) Катализируемый с дискретными промежуточными продуктами (переходные состояния)

Большинство реакций на поверхности металлов протекают в несколько стадий, в которой каталитические промежуточные продукты циклически производятся и расходуются. Два основных механизма поверхностных реакций могут быть описаны для A + B → C.
- Механизм Ленгмюра-Хиншельвуда: молекулы реагентов А и В адсорбируются на каталитической поверхности. Адсорбируясь на поверхности, они соединяются с образованием продукта С, который затем десорбируется.
- Механизм Элий-Ридила: одна молекула реагента А адсорбируется на каталитической поверхности. Без адсорбции В реагирует с абсорбированным А с образованием С, который затем десорбируется с поверхности.

Большинство гетерогенно-катализируемых реакций описываются моделью Ленгмюра-Хиншелвуда.
При гетерогенном катализе реагенты диффундируют из объёмной жидкой фазы и адсорбируются на поверхности катализатора. Центр адсорбции не всегда является активным центром катализатора, поэтому молекулы реагентов должны мигрировать по поверхности к активному центру. В активном центре молекулы реагентов будут реагировать с образованием молекулы (молекул) продукта, следуя более энергетически лёгким путём через каталитические промежуточные продукты. Затем молекулы продукта десорбируются с поверхности и диффундируют. Сам катализатор остаётся неповреждённым и может участвовать в дальнейших реакциях. Явления переноса, такие как перенос тепла и массы, также играют роль в наблюдаемой скорости реакции.

## Строение катализатора

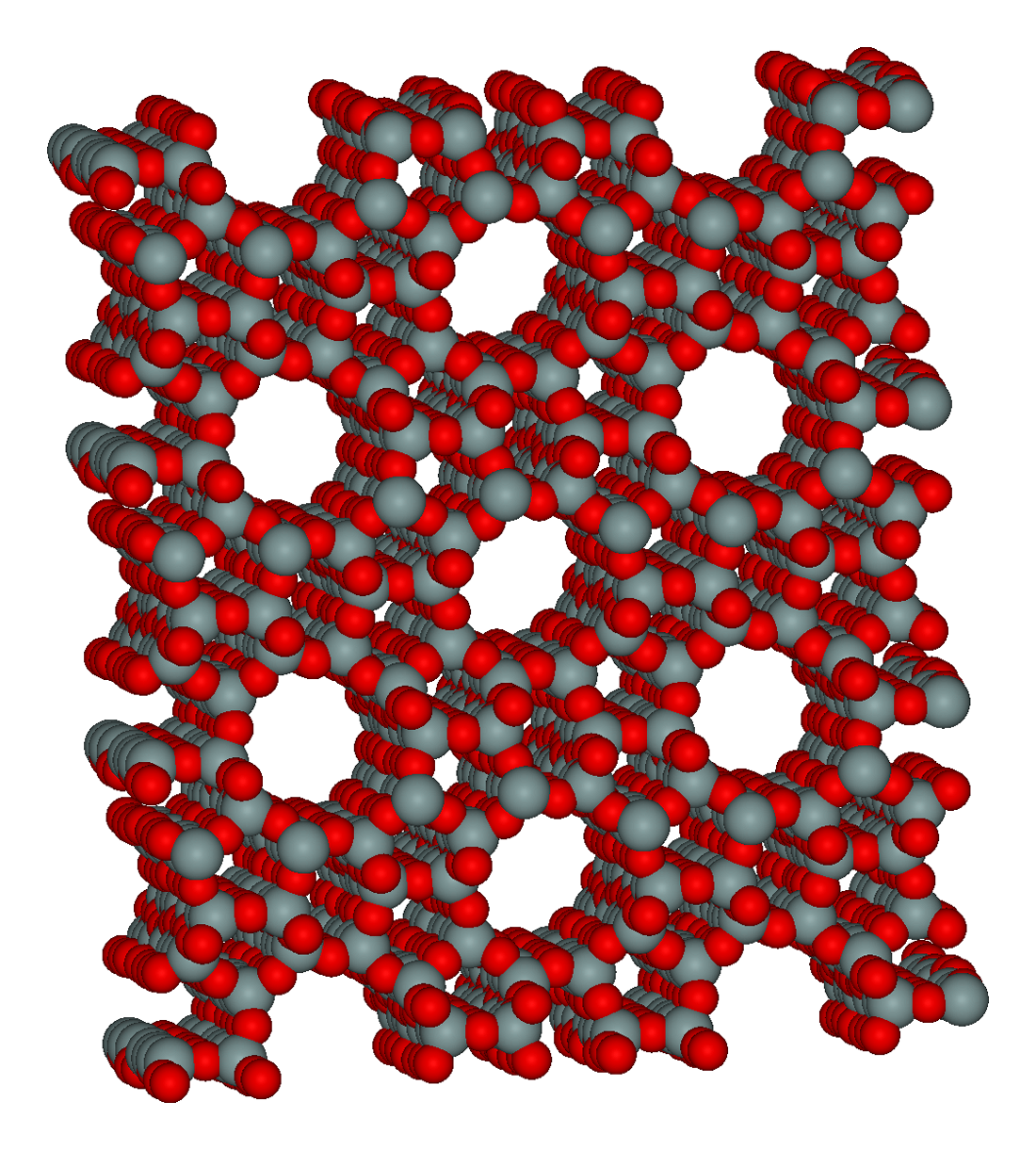
Структура цеолита. Распространённый материал для носителя катализатора в гидрокрекинге. Также действует как катализатор при алкилировании и изомеризации углеводородов.

Катализаторы не проявляют активности по отношению к реагентам по всей своей поверхности: только определённые участки обладают каталитической активностью, называемые активными центрами. Площадь поверхности твёрдого катализатора сильно влияет на количество доступных активных центров. В промышленной практике твёрдые катализаторы часто бывают достаточно пористыми для увеличения площади поверхности, обычно достигающей 50–400 м2/г. Некоторые мезопористые силикаты, такие как МСМ-41, имеют площадь поверхности более 1000 м2/г.  Пористые материалы являются экономически эффективными из-за их высокого отношения площади поверхности к массе и повышенной каталитической активности.
Во многих случаях твёрдый катализатор диспергируют на носителе, чтобы увеличить площадь поверхности (увеличить количество активных центров) и обеспечить стабильность.  Обычно носители для катализаторов представляют собой инертные материалы с высокой температурой плавления, но они также могут быть сами по себе каталитически активными. Большинство носителей катализаторов являются пористыми (часто на основе углерода, диоксида кремния, цеолита или оксида алюминия) и выбираются из-за их высокого отношения площади поверхности к массе. Для проводимой реакции пористые носители должны быть выбраны таким образом, чтобы реагенты и продукты могли проникать в носитель и выходить из него.
Часто в сырье для реакции или на катализатор намеренно добавляют вещества, чтобы повлиять на каталитическую активность, селективность и/или стабильность. Эти соединения называются промоторами. Например, оксид алюминия (Al2O3) добавляют во время синтеза аммиака для обеспечения большей стабильности за счёт замедления процессов спекания на Fe-катализаторе.

### Принцип Сабатье
Принцип Сабатье можно считать одним из краеугольных камней современной теории катализа.
Принцип Сабатье гласит, что взаимодействие поверхности и адсорбатов должно быть оптимальным: не слишком слабым, чтобы быть инертным по отношению к реагентам, и не слишком сильным, чтобы отравить поверхность и избежать десорбции продуктов. Это утверждение является качественным: обычно количество адсорбатов и переходных состояний, связанных с химической реакцией, велико, поэтому оптимум приходится искать в многомерном пространстве. Разработка катализатора в таком многомерном пространстве является невозможной вычислительной задачей. Кроме того, такой процесс оптимизации был бы далеко не интуитивным.

## Деактивация катализатора
Дезактивация катализатора определяется как потеря каталитической активности и/или селективности с течением времени.
Вещества, снижающие скорость реакции, называются каталитическими ядами. Яды хемосорбируются на поверхности катализатора и уменьшают количество доступных активных центров для связывания молекул реагентов. Обычные яды включают элементы группы V, VI и VII (например, S, O, P, Cl), некоторые токсичные металлы (например, As, Pb) и адсорбирующие вещества с множественными связями (например, СО, ненасыщенные углеводороды). Например, сера нарушает производство метанола, отравляя катализатор Cu/ZnO . Вещества, увеличивающие скорость реакции, называются промоторами. Например, присутствие щелочных металлов в синтезе аммиака увеличивает скорость диссоциации N2.
Присутствие ядов и промоторов может изменить энергию активации лимитирующей стадии и повлиять на селективность катализатора в отношении образования определённых продуктов. В зависимости от количества, вещество может быть благоприятным или неблагоприятным для химического процесса. Например, при производстве этилена небольшое количество хемосорбированного хлора будет действовать как активатор, повышая селективность Ag-катализатора по отношению к этилену по сравнению с CO2, в то время как слишком много хлора будет действовать как яд для катализатора.
Другие механизмы дезактивации катализатора включают:
- Спекание: при нагревании, дисперсные каталитические частицы металла могут мигрировать по поверхности носителя и образовывать кристаллы. Это приводит к уменьшению площади поверхности катализатора;
- Загрязнение: осаждение материалов из жидкой фазы на твердофазный катализатор или поверхность промотора. Это приводит к закупорке активного центров или пор;
- Закоксовывание: отложение тяжёлых, богатых углеродом твёрдых частиц на поверхности из-за разложения углеводородов;
- Реакции пар-твёрдое тело: образование неактивного поверхностного слоя и/или образование летучего соединения, выходящего из реактора. Это приводит к потере площади поверхности и/или материала катализатора[13];
- Твердофазное превращение: диффузия атомов носителя катализатора в твёрдом состоянии к поверхности с последующей реакцией, в результате которой образуется неактивная фаза. Это приводит к потере площади поверхности катализатора;
- Эрозия: постоянное истирание каталитического материала, характерное для реакторов с псевдоожиженным слоем. Это приводит к потере материала катализатора[15].

## Промышленное использование

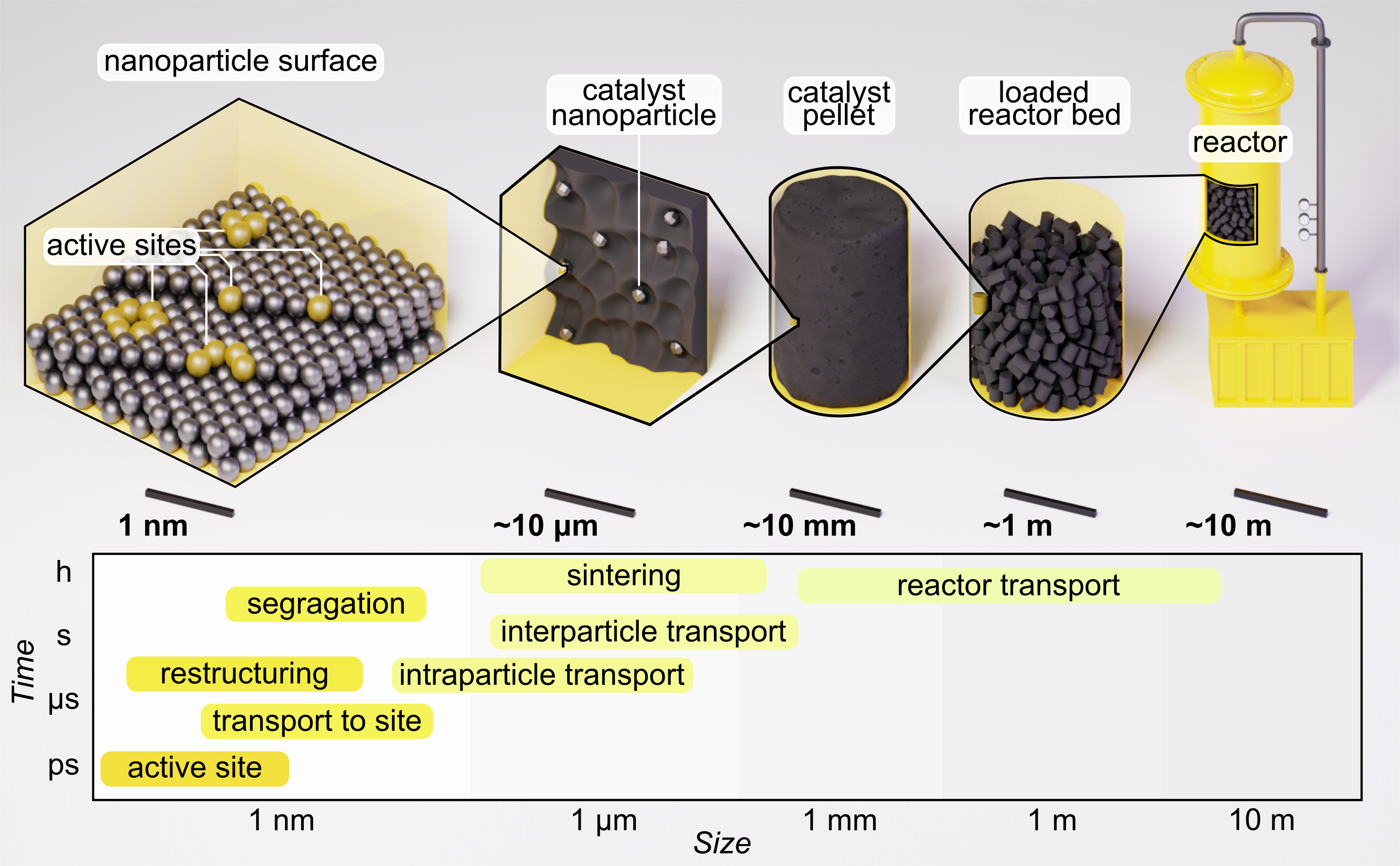
Схематичное изображение гетерогенной каталитической системы от субнанометрового до промышленного масштаба.

В промышленности необходимо учитывать многие конструкционные параметры, включая конструкцию реактора и катализатора, в различных масштабах: от субнанометров до десятков метров. Традиционные реакторы с гетерогенным катализом включают реакторы периодического действия, непрерывного действия и реакторы с псевдоожиженным слоем, в то время как более современные установки включают реакторы с неподвижным слоем, микроканальные и многофункциональные реакторы. Другие важные элементы, которые следует учитывать, являются размеры реактора, площадь поверхности, тип катализатора, носитель катализатора, а также рабочие условия реактора, такие как температура, давление и концентрации реагентов.
Некоторые крупномасштабные промышленные процессы с использованием гетерогенных катализаторов перечислены ниже.

Блок-схема процесса, иллюстрирующая использование катализа в синтезе аммиака (NH_{3})

| Процесс                                            | Реагенты и продукт                                       | Катализатор                                            | Комментарий                                                                             |
| -------------------------------------------------- | -------------------------------------------------------- | ------------------------------------------------------ | --------------------------------------------------------------------------------------- |
| Синтез серной кислоты (контактный процесс)         | {\displaystyle {\ce {2SO2 + O2 -> 2SO3}}}                | оксиды ванадия                                         | Гидратация SO3 дает H2SO4                                                               |
| Синтез аммиака (процесс Габера-Боша)               | {\displaystyle {\ce {N2 + 3H2 -> 2NH3}}}                 | оксиды железа на оксиде алюминия (Al2O3)               | Потребляет 1% мирового промышленного энергетического бюджета                            |
| Синтез азотной кислоты (процесс Оствальда)         | {\displaystyle {\ce {NH3 + 2O2 -> HNO3 + H2O}}}          | неподдерживаемая Pt-Rh сетка                           | Прямые маршруты от N2 неэкономичны                                                      |
| Производство водорода методом парового риформинга  | {\displaystyle {\ce {CH4 + 2H2O -> 4H2 + CO2}}}          | Никель или K2O                                         | Активно искали более экологичные пути получения H2 путём расщепления воды               |
| Синтез этиленоксида                                | {\displaystyle {\ce {2C2H4 + O2 -> 2C2H4O}}}             | серебро на глинозёме, со многими промотерами[уточнить] | Плохо применим к другим алкенам                                                         |
| Синтез цианистого водорода                         | {\displaystyle {\ce {2CH4 + 3O2 + 2NH3 -> 2HCN + 6H2O}}} | Pt-Rh                                                  | Родственный процесс аммоксидирования превращает углеводороды в нитрилы.                 |
| Полимеризация олефинов Полимеризация Циглера-Натта | {\displaystyle {\ce {nCH2=CH(CH3) -> [-CH2-CH(CH3)-]n}}} | TiCl3 на MgCl2                                         | Существует множество вариаций, в том числе несколько однородных примеров.               |
| Десульфурация нефти (гидрообессеривание)           | {\displaystyle {\ce {2H2 + R2S -> 2RH + H2S}}}           | Mo - Co на глиноземе                                   | Производит углеводороды с низким содержанием серы, сера извлекается по процессу Клауса. |

### Другие примеры
- Восстановление нитрилов в синтезе фенетиламина с никелевым катализатором Ренея и водородом в аммиаке[16]: Гидрирование нитрила

Гидрирование нитрила

- Крекинг, изомеризация и преобразование углеводородов с образованием подходящих и полезных смесей бензина.
- В автомобилях каталитические конвертеры используются для катализа трех основных реакций:
  - Окисление монооксида углерода в диоксид углерода:
2CO(г) + O2(г) → 2CO2(г)
  - Восстановление монооксида азота обратно в азот:
2NO(г) + 2CO(г) → N2(г) + 2CO2(г)
  - Окисление углеводородов до воды и углекислого газа:
2С6Н6 + 15О2 → 12СО2 + 6Н2О
- Этот процесс может проводиться с любым углеводородом, но чаще всего он проводится с бензином или дизельным топливом .
- Асимметричный гетерогенный катализ облегчает получение чистых энантиомерных соединений с использованием хиральных гетерогенных катализаторов[17].
- Большинство гетерогенных катализаторов основано на металлах[18] или оксидах металлов;[19] однако некоторые химические реакции могут катализироваться углеродсодержащими материалами, например, окислительное дегидрирование или селективное окисление[20][21]. 
  - Этилбензол + 1/2 O2 → стирол + H2O
  - Акролеин + 1/2 O2 → Акриловая кислота